# Tonton queca
Tonton queca – gatunek pająka z infrarzędu ptaszników i rodziny Microstigmatidae.

## Taksonomia

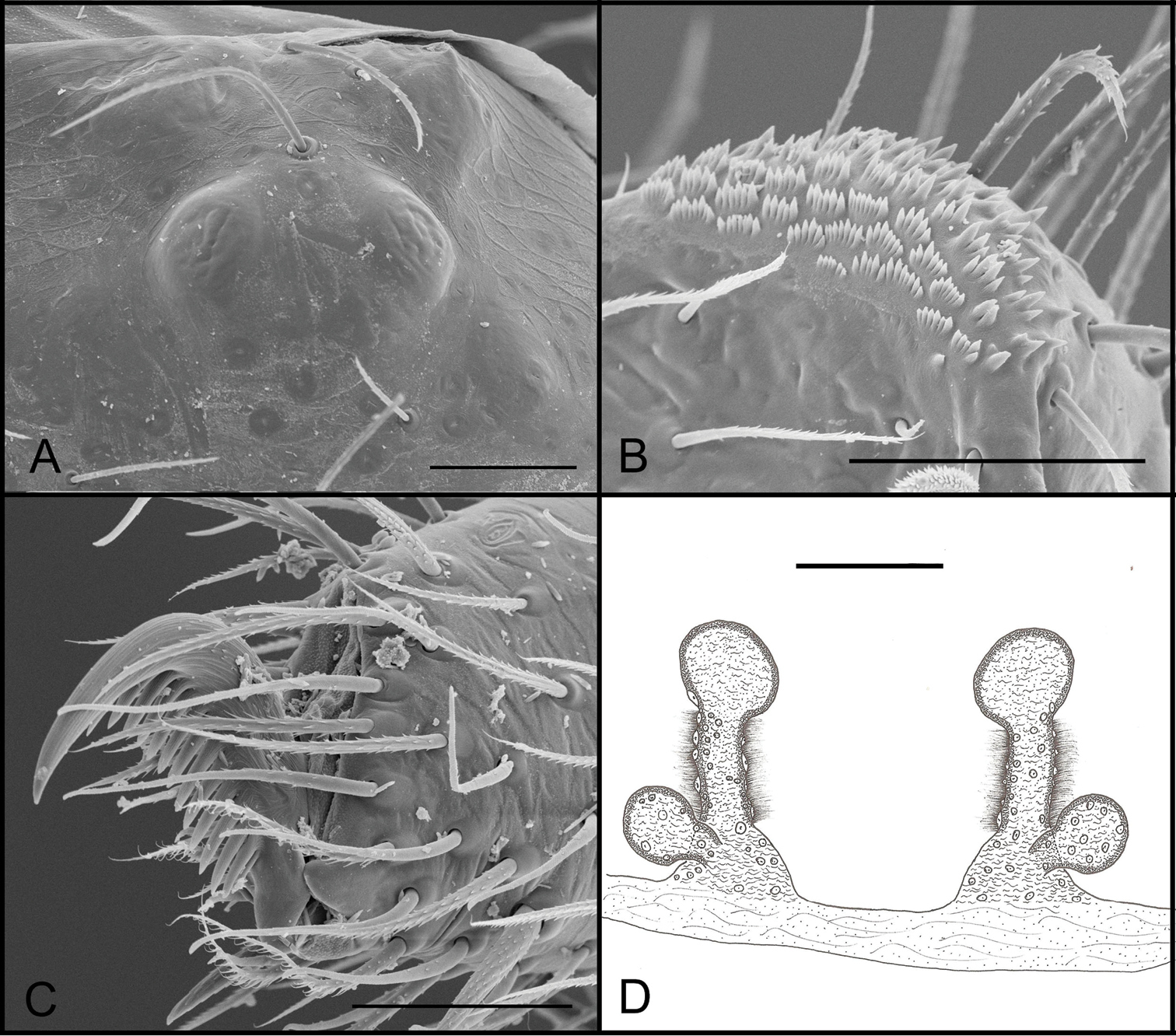
Samica. A: część głowowa karapaksu, B: serrula, C: pazurek nogogłaszczka, D: spermateki

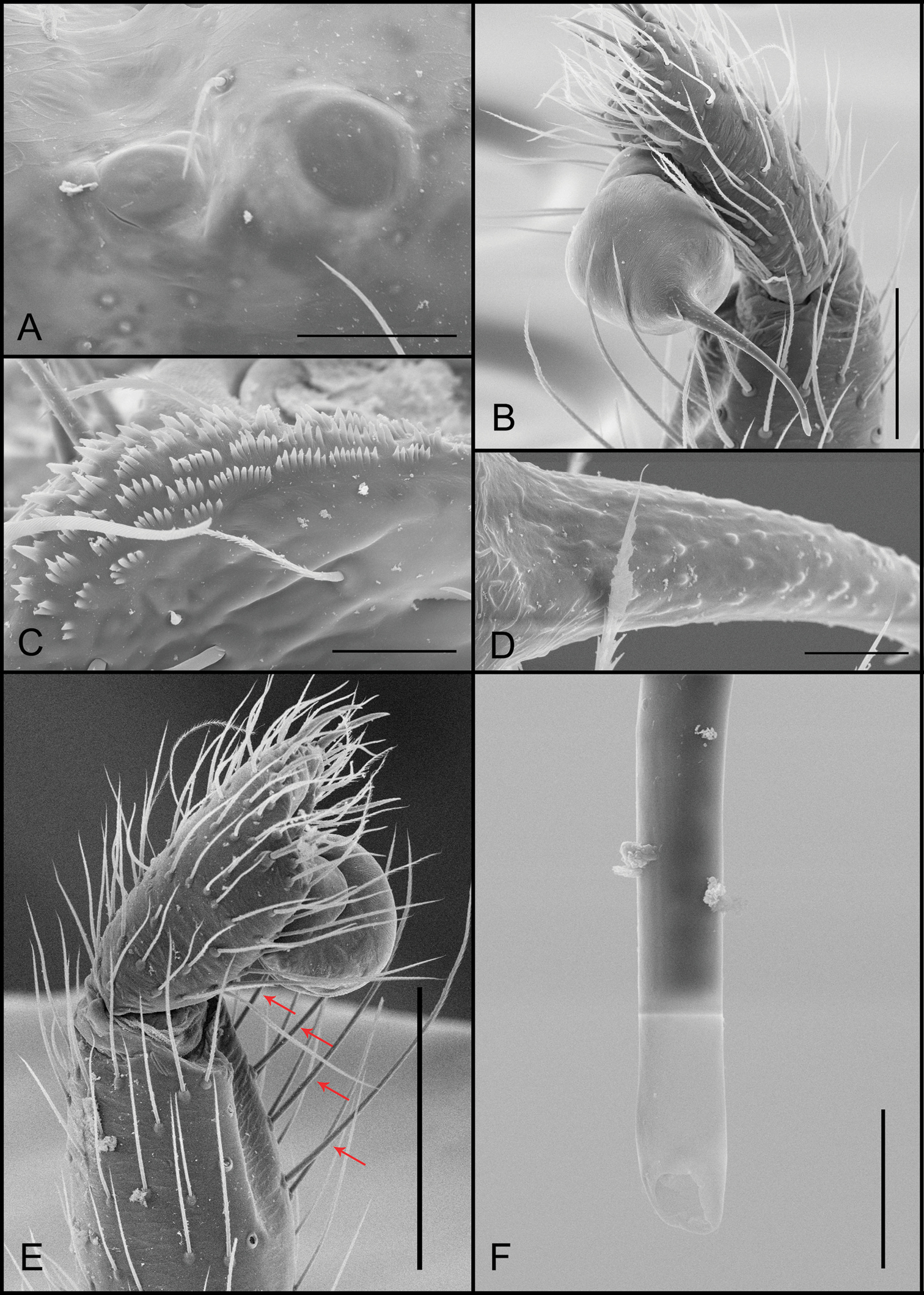
Samiec. A: oczy, B: nogogłaszczek w widoku tylno-bocznym, C: serrula, D: podstawa embolusa, E: nogogłaszczek w widoku przednio-bocznym, F: wierzchołek embolusa

Gatunek ten opisany został po raz pierwszy w 2019 roku przez Victora Passanhę, Igora Cizauskasa i Antônia D. Brescovita na łamach „ZooKeys”. Jako lokalizację typową wskazano jaskinię MS-150 w gminie Nova Lima w brazylijskim stanie Minas Gerais. Epitet gatunkowy queca stanowi nazwę tradycyjnego ciasta stanowiącego dziedzictwo kulturowe gminy.

## Morfologia
Holotypowy samiec ma ciało długości 1,95 mm przy karapaksie długości 0,95 mm i  szerokości 0,65 mm, zaś paratypowa samica ma ciało długości 2,14 mm przy karapaksie długości 0,84 mm i szerokości 0,66 mm. Prosoma jest biaława, zaopatrzona w sześcioro oczu, przy czym te par bocznych są szczątkowe. Serrulę szczęk tworzy pięć lub sześć szeregów ząbków. Odnóża są białawe. Kolejność ich par od najdłuższej do najkrótszej to IV, I, III, II. Barwa opistosomy (odwłoka) jest żółtawa. Nogogłaszczki samca cechuje dwukrotnie dłuższe od goleni, tak długie jak szerokie i zaopatrzone w krótki płat przednio-boczny oraz pięć kolców wierzchołkowych cymbium, owalny bulbus, a także równy wielkością tegulum, nitkowaty, pośrodku zafalowany embolus z wyrostkami mikrobazalnymi i lekko zaokrąglonym wierzchołkiem. Genitalia samicy zawierają dwie spermateki, każda zbudowana z dwóch osadzonych na wyniesionej podstawie płatów, z których wewnętrzny ma wąski i na całej długości porośnięty szczecinkami trzonek oraz zaokrąglony wierzchołek.

## Ekologia i występowanie
Pająk troglobiontyczny, zasiedlający dno afotycznej strefy jaskiń.
Gatunek neotropikalny, południowoamerykański, endemiczny dla stanu Minas Gerais w Brazylii. Znany tylko z regionu Quadrilátero Ferrífero, z okolic miejscowości Rio Acima, Itabirito i Nova Lima.